# Scopula limosata
Scopula limosata là một loài bướm đêm trong họ Geometridae.